# Кухонні дебати
Кухонні дебати (англ. Kitchen Debate) — серія імпровізованих діалогів (через перекладачів) між віце-президентом США Річардом Ніксоном і головою Ради Міністрів СРСР Микитою Хрущовим, що відбулися 24 липня 1959 року на відкритті Американської національної виставки «Промислова продукція США» [Архівовано 24 березня 2017 у Wayback Machine.] в виставковому центрі парку «Сокольники» в Москві.
У парку американські інженери спорудили низку футуристичного вигляду павільйонів, у яких відбувався показ творів мистецтва і моди. Також показувалися найновіші американські побутові товари. Незважаючи на липневу спеку, понад 2 мільйони людей прийшли до парку, аби послухати, як американські гіди розповідають про пральні машини, полароїди і зразок будинку на одну сім'ю. Такий будинок, за запевненням її організаторів, міг собі дозволити будь-який американець. Будинок був заповнений новими побутовими приладами, які демонстрували собою продукти американського споживчого ринку.

## Дебати

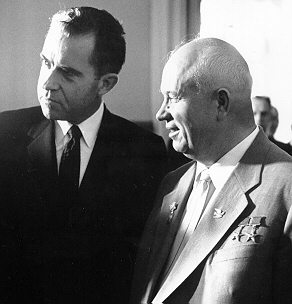
Річард Ніксон і Микита Хрущов

Кухонні дебати були першою зустріччю на найвищому рівні між керівниками США і СРСР після зустрічі в Женеві в 1955 році . Як розповідав Вільям Льюїс Сафйр, що був присутній на виставці як агент по зв'язках з пресою, діалоги мали місце в різних частинах виставки, але в основному на території моделі кухні заміського будинку.
Керівники держав обговорювали переваги відповідних економічних систем: капіталізму і комунізму. Дебати відбувалися на тлі протистояння світових політичних систем між запуском супутника в 1957 році і карибською кризою 1962 року.
Більшість американців вважало, що Ніксон виграв дебати, це збільшило його популярність в країні. Дебати були зафіксовані на кольоровий відеоплівці, новій технології, в якій США лідирувало; під час дебатів Ніксон вказав на це як на одне з багатьох американських технічних досягнень. Він також показав такі досягнення, як посудомийні машини, газонокосарки, полки супермаркетів, повні бакалійних товарів, « Кадилаки» з відкритим верхом, косметику, туфлі-шпильки і «Пепсі-колу». Ніксон зробив акцент на кухонній американській побутовій техніці, що і дало назву дебатів.
Хрущов у дискусії підкреслював, що промисловість Радянського Союзу спрямована не на виробництво предметів розкоші, а на виробництво справді значущих товарів, на забезпечення населення побутовою технікою він відреагував саркастичним коментарем: "А у вас немає такої машини, яка б клала в рот їжу і її проштовхувала?"

## Трансляція дебатів
У Радянському Союзі дебати показали по телебаченню пізно ввечері 27 липня 1959 року; не на всі репліки Ніксона був наданий переклад .
Реакція американського суспільства спочатку була неоднозначною. New York Times показала дебати як політичний трюк, зазначивши що громадська думка розділилася після дебатів.
З іншого боку, видання «Time Magazine», описуючи виставку, похвалило Ніксона, повідомивши, що він «зміг унікальним способом втілити у собі національний характер, … був упевнений у своєму способі життя, не втратив своєї впевнености під тиском.»
Незважаючи на те, що діалоги мали неофіційний характер, популярність Ніксона після поїздки в Москву зросла , він став відомий як державний діяч, це допомогло йому виставити свою кандидатуру від республіканської партії на президентських виборах в наступному році.

## Фотоматеріали
Річард Мілгаус Ніксон
Хрущов Микита Сергійович

## Постаті
- Річард Мілгаус Ніксон
- Хрущов Микита Сергійович
- Вільям Сафайр